# Saint-Genis-Pouilly
Saint-Genis-Pouilly là một xã ở tỉnh Ain, vùng Rhône-Alpes thuộc miền đông nước Pháp.

## Dân số
Dân số của Saint-Genis-Pouilly đã gia tăng nhanh chóng từ giữa thập niên 1960:

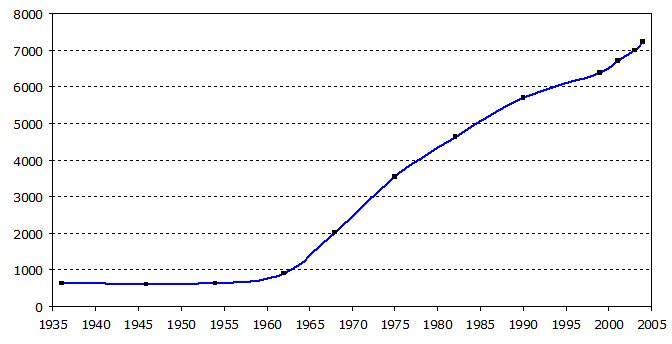
Dân số Saint-Genis-Pouilly từ năm 1936

| Năm    | 1936    | 1946    | 1954    | 1962  | 1968  | 1975  | 1982  | 1990  | 1999  | 2001  | 2003  | 2004  |
| ------ | ------- | ------- | ------- | ----- | ----- | ----- | ----- | ----- | ----- | ----- | ----- | ----- |
| Dân số | 639     | 612     | 647     | 904   | 2.030 | 3.549 | 4.631 | 5.696 | 6.383 | 6.704 | 6.985 | 7.237 |
| Nguồn  | CASSINI | CASSINI | CASSINI | INSEE | INSEE | INSEE | INSEE | INSEE | INSEE | JO    | JO    | INSEE |

Note: On its web site Lưu trữ ngày 24 tháng 12 năm 2018 tại Wayback Machine the municipality of Saint-Genis-Pouilly indicates the number of inhabitants as 8.683 and
the Ministry of the Economy, Finance and Industry  gives the number as 7.380 in 2005,
but it does not seem possible to retrieve these figures from the official journal published by INSEE.